# Robert Mutsaerts

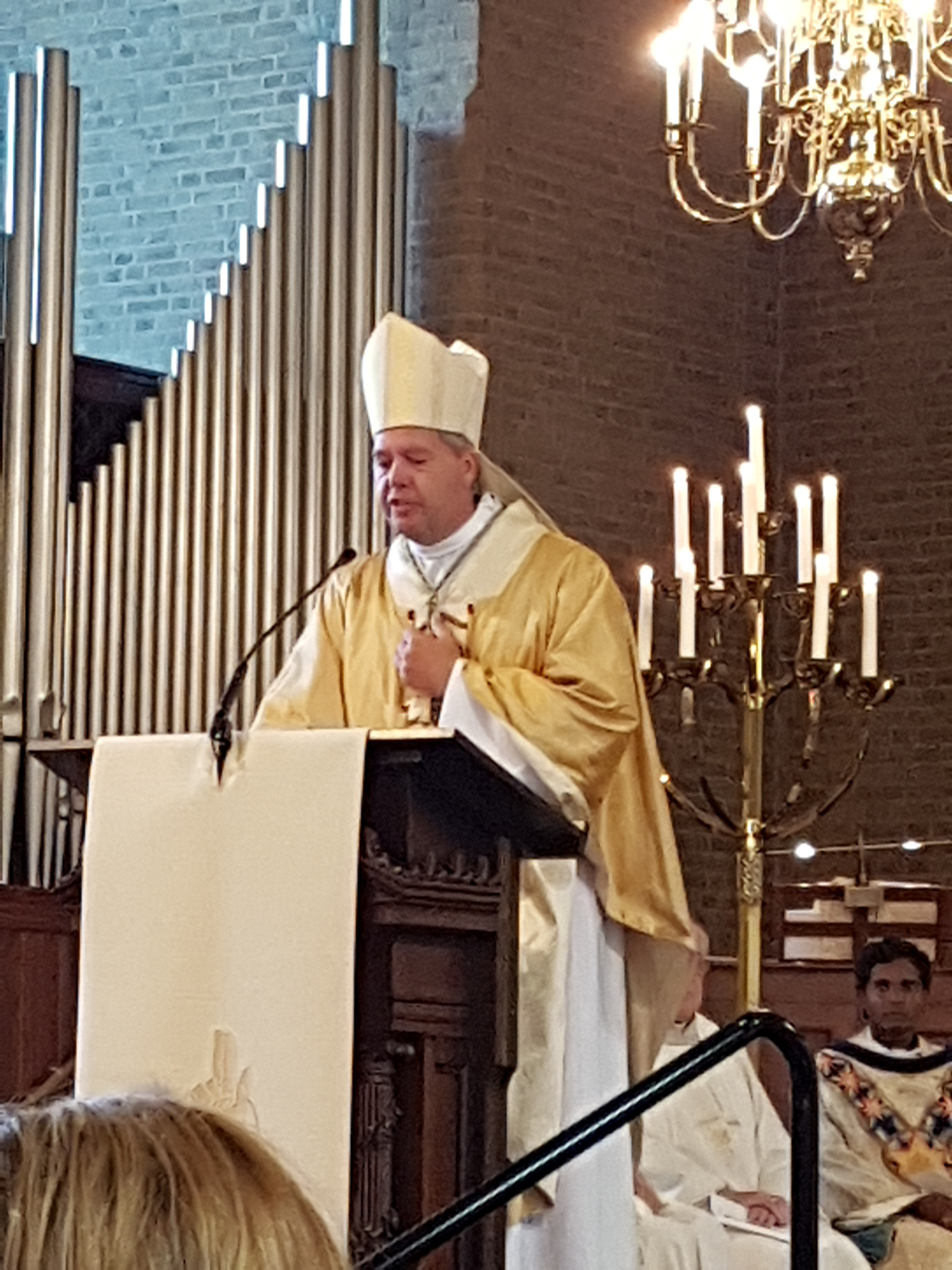

Wappen von Robertus Gerardus Leonia Maria Mutsaerts mit dem Wahlspruch „Die Wahrheit wird euch frei machen“ (Joh 8,32 EU)

Robert Mutsaerts (genannt Rob Mutsaerts, vollständig Robertus Gerardus Leonia Maria Mutsaerts; * 22. Mai 1958 in Tilburg) ist Weihbischof in ’s-Hertogenbosch.

## Leben
Nachdem Robert Mutsaerts ein Studium der Rechtswissenschaft an der Universität Tilburg abgeschlossen hatte, gehörte er zu den ersten Priesteramtskandidaten, die an dem von Bischof Johannes ter Schure im Bistum ’s-Hertogenbosch eingerichteten Priesterseminar Sint-Janscentrum ausgebildet wurden. Robert Mutsaerts empfing von Johannes ter Schure am 5. Juni 1993 die Priesterweihe. Als Pfarrer wirkte er unter anderem in Millingen am Rhein (1995–2003) und in Heeze (2003–2010). Zeitweilig war er auch Konrektor am Sint-Janscentrum.
Papst Benedikt XVI. ernannte ihn am 15. Juli 2010 zum Weihbischof in ’s-Hertogenbosch und Titularbischof von Uccula. Der Bischof von ’s-Hertogenbosch, Antonius Hurkmans, weihte ihn am 18. September desselben Jahres zum Bischof; Mitkonsekratoren waren Frans Wiertz, Bischof von Roermond, und Joseph Frans Lescrauwaet MSC, emeritierter Weihbischof in Haarlem. Mutsaerts war gleichzeitig auch Generalvikar von Hurkmans und leitete das Bistum gemeinsam mit einem zweiten Weihbischof, seinem Weihekollegen Jan Liesen, der ebenfalls Generalvikar war, mit harter Hand. Nachdem Liesen im Spätherbst 2011 zum Bischof von Breda ernannt worden war, teilte sich Mutsaerts das Amt des Generalvikars mit Ron van den Hout. Zwar wurden ihm in der lange vorab geführten Diskussion um die Nachfolge Hurkmans’ trotz seiner kirchenpolitischen Differenzen mit dem neuen Papst Franziskus noch Chancen eingeräumt, als Antoon Hurkmans dann aber 2016 krankheitsbedingt als Bischof von ’s-Hertogenbosch zurücktreten musste, ging die Position an den Außenseiter Gerard de Korte. Nachdem auch Van den Hout im Frühjahr 2017 ausschied und Bischof von Groningen wurde, blieb Mutsaerts unter Hurkmans’ Nachfolger zunächst alleiniger Generalvikar. Erst nach zweijähriger Vakanz, in der die üblichen Vikaraufgaben von der bischöflichen Kurie intern aufgefangen werden mussten, besetzte De Korte das Amt des zweiten Generalvikars im Rahmen einer Umstrukturierung der Bistumsleitung im Mai 2019 neu.
Mutsaerts ist niederländischer Jugendbischof. Er gilt als extrem konservativ und äußerte sich brüsk ablehnend zu Reformbestrebungen innerhalb der römisch-katholischen Kirche unter Papst Franziskus. So sagte er im Herbst 2018 seine Teilnahme an der Jugendsynode in Rom ab, weil er sie wegen der anhaltenden Missbrauchskrise in der katholischen Kirche für schlecht terminiert hielt, und kritisierte die Ergebnisse der 2019 abgehaltenen römischen Amazonassynode scharf. Mit den im Abschlussdokument der Synode veröffentlichten Vorschlägen sei eine „Büchse der Pandora“ geöffnet worden. Zudem sei das Zustandekommen der Beschlüsse durch die Auswahl der 180 Synodenväter bereits vorbestimmt gewesen, indem man Kritiker dieser Vorschläge zur Synode gar nicht erst eingeladen habe. Grundsätzlich wendet Mutsaerts gegen den Synodalen Prozess ein, dass er „nichtkirchlichen Ansichten ein Megaphon“ biete. Aufgrund der Aussagen derjenigen, „die mit den Lehren der katholischen Kirche nicht einverstanden sind“, die die Bischöfe dokumentieren und nach Rom weiterleiten sollten, käme es auf der Weltsynode im „Ergebnis [zu] einer Lotterie von Meinungen“; das sei ein „Voraus-Rezept für eine Katastrophe“. Jesus habe „es anders gemacht. Er hörte den beiden enttäuschten Jüngern auf ihrem Weg nach Emmaus zu. Aber an einem Punkt ergriff Er das Wort und machte den Jüngern klar, dass sie in die Irre gingen.“ Mutsaerts „ist […] klar: Gott kommt in diesem vermaledeiten Synodalen Prozess nicht vor. Der Heilige Geist hat absolut nichts damit zu tun.“ Deswegen sei er „aus dem Synodalen Prozess ausgestiegen.“
Mutsaerts gehört zu den Unterzeichnern einer kirchenkritischen Petition katholischer Traditionalisten, die den Papst „sakrilegischer Akte“ beschuldigen.
Robert Mutsaerts ist in sozialen Medien aktiv; er gab sein für pointierte und polemische Beiträge bekanntes Blog allerdings mit der Bischofsweihe 2010 auf. Er wird als klassischer Vertreter einer kulturpessimistischen Zukunftsvision für die katholische Kirche wahrgenommen: Mutsaerts wünscht sich eine in Bezug auf Lehrinhalte und Rechtgläubigkeit äußerst strenge und anspruchsvolle, strikt hierarchisch orientierte „Kirche der Heiligen“, die zwar nur noch wenige Mitglieder hat, aber ihre ewigen Wahrheiten unnachgiebig gegen die moderne Kultur verteidigt, ohne Rücksichten auf gesellschaftliche Diskurse und Entwicklungen zu nehmen, die er als „Zeitgeist“ negativ bewertet. Dieses Kirchenbild wird von seinem jetzigen Bischof Gerard de Korte jedoch nicht geteilt, der die Vorstellung einer „heiligen Restkirche“ für „jedenfalls nicht katholisch“ hält und ablehnt.
Robert Mutsaerts gehört zu den Unterzeichnern eines mehrsprachigen Aufrufs von Carlo Maria Viganò vom 7. Mai 2020 mit dem lateinischen Titel „Veritas liberabit vos!“ (Die Wahrheit wird euch befreien, nach Joh 8,32 ), das auf dem Internetportal katholisch.de der Deutschen Bischofskonferenz als „Konglomerat an Verschwörungsmythen und Pseudowissenschaft“ bezeichnet wird. Darin wird beklagt, dass unter dem Vorwand der COVID-19-Pandemie Rechte und Grundfreiheiten vieler Bürger „unverhältnismäßig und ungerechtfertigt eingeschränkt“ würden; die öffentliche Gesundheit dürfe kein Alibi werden, „um die Zivilbehörden von ihrer Pflicht zu befreien, klug für das Gemeinwohl zu handeln“. In dem Text wird auf wachsenden Zweifel an der tatsächlichen Ansteckungsgefahr des Coronavirus verwiesen und die Berichterstattung über die Pandemie als „Alarmismus“ bezeichnet. Die ergriffenen Eindämmungsmaßnahmen begünstigten die Einmischung „fremder Mächte“ mit schwerwiegenden sozialen und politischen Folgen, so der von katholischen Geistlichen, Journalisten, Medizinern und Anwälten mit unterzeichnete Text. Es gebe Kräfte, „die daran interessiert sind, in der Bevölkerung Panik zu erzeugen“ und eine „Isolation der Individuen“ zu fördern, „um sie besser manipulieren und kontrollieren zu können.“ Dies sei „der beunruhigende Auftakt zur Schaffung einer Weltregierung, die sich jeder Kontrolle entzieht“. Der Text wurde von verschiedenen Medien als absurd und die geäußerten Thesen als Verschwörungstheorien bezeichnet.
Robert Mutsaerts ist ein Urgroßneffe von Willem Pieter Mutsaerts (1889–1964), der von 1943 bis 1960 Bischof von ’s-Hertogenbosch war.

## Publikationen
- Gewoon over geloof. Malherbe & Partner, Leende 2014, ISBN 978-90-75717-91-4